# Greenland Ice Core Project
Das Greenland Ice Core Project (abgekürzt: GRIP) war ein multinationales europäisches Projekt zur Erforschung des grönländischen Inlandseises. In den Jahren 1989 bis 1992 wurde der Eisschild in Zentralgrönland 73° N, 38° W nahe Summit, dem höchsten Punkt des Eisschilds, bis in eine Tiefe von 3029 Metern erbohrt, wo man auf felsigen Grund stieß. Die ältesten Teile des Eisbohrkerns kommen aus einer Tiefe, in der das Eis ein Alter von mehr als 200.000 Jahren erreicht hat. Der Bohrkern kann Aufschluss über die Ökologie und Klimageschichte der letzten rund 100.000 Jahre geben, das ist der Bereich, in dem der Kern ungestört und eindeutig datierbar ist.
Organisiert wurde das Projekt von der Europäischen Wissenschaftsstiftung, die Finanzierung kam aus Belgien, Dänemark, Deutschland, Frankreich, Island, Italien, der Schweiz, dem Vereinigten Königreich und der Europäischen Union.
Etwa 28 km westlich davon wurde zur etwa gleichen Zeit im Rahmen des von US-Forschungsinstitutionen finanzierten Greenland Ice Sheet Project (GISP) ein weiterer Eisbohrkern (GISP2) gewonnen.

## Folgebohrung: North Greenland Ice Core Project
Die bodennahen Störungen motivierten die Durchführung des North Greenland Ice Core Project (kurz NorthGRIP oder NGRIP, 1999 bis 2003). Es konnte in einer Region in Nordgrönland, deren Boden ebener ist, einen 3085 m langen Eisbohrkern gewinnen (75° N, 43° W). Das Eis dieses Bohrkerns reicht ungestört 123.000 Jahre zurück, bis in die Eem-Warmzeit.

## Die Ergebnisse und Erkenntnisse von GRIP
Untersuchungen von Kernisotopen und verschiedenen Atmosphärenbestandteilen liefern detaillierte Aufzeichnungen über den Klimawandel vor über 100.000 Jahren. Aus den Analyseergebnissen des Sauerstoffisotopenverhältnisses des 1992 geborgenen GRIP-Kerns ging hervor, dass es in Grönland während der letzten Eiszeit mehr als 20 Mal zu abrupten Klimaänderungen kam. Außerdem wurde deutlich, dass sich sowohl Warm- als auch Kaltzeiten abwechselnd wiederholten. In der Nähe des Bodens des GRIP-Kerns schwankten die Sauerstoffisotopenverhältnisse stark, was zunächst als wiederholter heftiger Klimawandel während der letzten Zwischeneiszeit in Grönland interpretiert wurde.